# Play It to the Bone
Play It to the Bone är en amerikansk långfilm från 1999 i regi av Ron Shelton, med Antonio Banderas, Woody Harrelson, Lolita Davidovich och Tom Sizemore i rollerna.

## Handling
Cesar Dominguez (Antonio Banderas) och Vince Boudreau (Woody Harrelson) är kompisar. De har boxats med varandra väldigt länge, en dag ringer en boxningsagent och ber dem att komma till Las Vegas och boxas mot varandra. Men allt blir inte som väntat.

## Rollista
| Antonio Banderas  | – Cesar Dominguez |
| Woody Harrelson   | – Vince Boudreau  |
| Lolita Davidovich | – Grace Pasic     |
| Tom Sizemore      | – Joe Domino      |
| Lucy Liu          | – Lia             |
| Robert Wagner     | – Hank Goody      |
| Richard Masur     | – Artie           |
| Willie Garson     | – Cappie Caplan   |
| Cylk Cozart       | – Rudy            |
| Jack Carter       | – Dante Solomon   |
| James Woods       | – fan             |